# Halstead (Kent)
Halstead es una parroquia civil y un pueblo del distrito de Sevenoaks, en el condado de Kent (Inglaterra).

## Geografía
Según la Oficina Nacional de Estadística británica, Halstead tiene una superficie de 5,89 km².

## Demografía
Según el censo de 2001, Halstead tenía 1494 habitantes (50,74% varones, 49,26% mujeres) y una densidad de población de 253,65 hab/km². El 16,4% eran menores de 16 años, el 77,38% tenían entre 16 y 74 y el 6,22% eran mayores de 74. La media de edad era de 41,62 años. Del total de habitantes con 16 o más años, el 23,38% estaban solteros, el 60,37% casados y el 16,25% divorciados o viudos.
El 95,72% de los habitantes eran originarios del Reino Unido. El resto de países europeos englobaban al 1,61% de la población, mientras que el 2,68% había nacido en cualquier otro lugar. Según su grupo étnico, el 98,86% eran blancos, el 0,27% mestizos, el 0,4% asiáticos, el 0,2% negros y el 0,27% de cualquier otro salvo chinos. El cristianismo era profesado por el 78,81%, el hinduismo por el 0,2%, el judaísmo por el 0,2%, el islam por el 0,2% y cualquier otra religión, salvo el budismo y el sijismo, por el 0,2%. El 14,22% no eran religiosos y el 6,17% no marcaron ninguna opción en el censo.
794 habitantes eran económicamente activos, 774 de ellos (97,48%) empleados y 20 (2,52%) desempleados. Había 636 hogares con residentes y 23 vacíos.